# Ankobra
Der Ankobra ist ein Fluss im westafrikanischen Ghana.

## Verlauf
Er entspringt nordöstlich von Wiawso, Hauptstadt des Sefwi-Wiawso District in der Western North Region, und mündet mehr als 190 Kilometer weiter südlich bei Axim in den Golf von Guinea. Die größte Ausdehnung erreicht er im südlichen Ghana. Bis Tomento wirken Ebbe und Flut. Der Fluss ist ab der Mündung etwa 80 Kilometer weit schiffbar, im oberen Bereich gibt es Stromschnellen.
In den Ankobra fließen Fure, Mansi und Bonsa.

## Hydrometrie
Durchschnittliche monatliche Durchströmung des Ankobra gemessen an der hydrologischen Station Prestea in m³/s.
- Diagrammdaten:
- Definition |
- Rohdaten |
- Hilfe

## Namensgebung
Der Name wurde ihm angeblich aufgrund seines gewundenen Verlaufs von den Portugiesen gegeben, die Ende des 15. Jahrhunderts in seine Mündungsgegend kamen und von cobra, also dem portugiesischen Wort für „Schlange“ abgeleitet sein.